# Tony Pantev

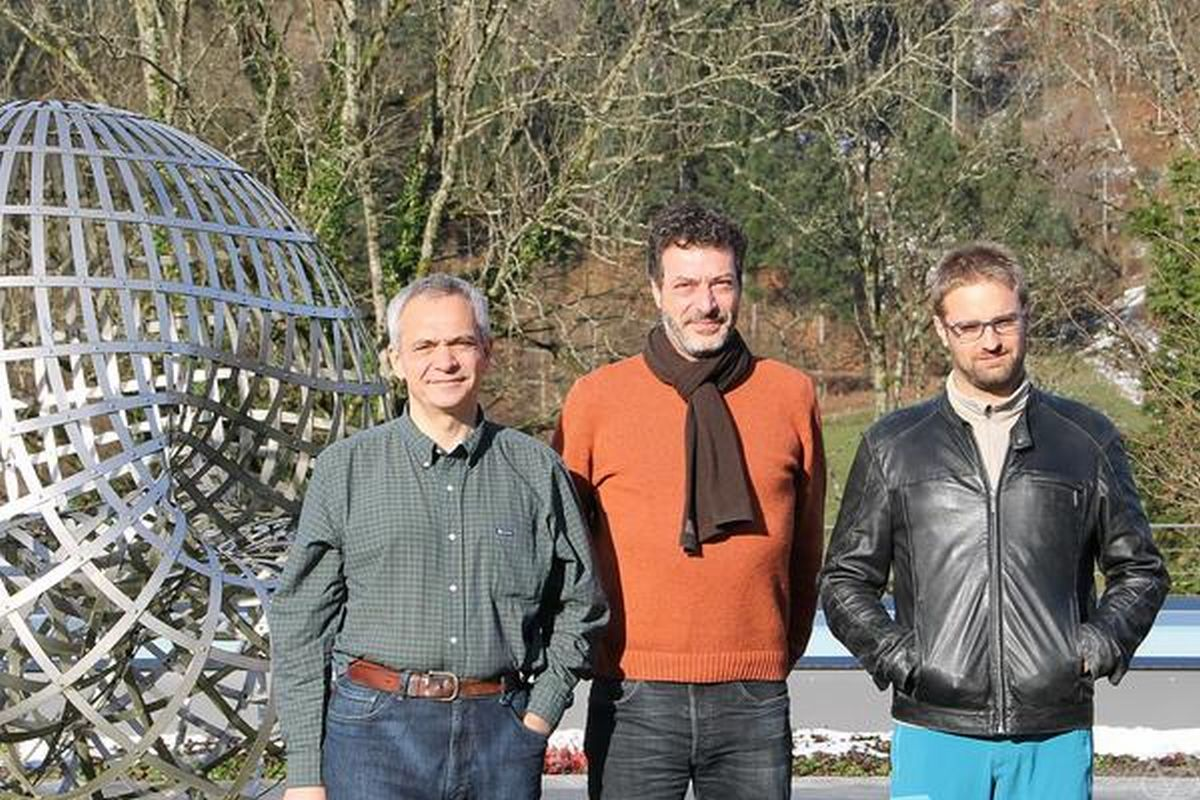
Tony Pantev (links), mit Gabriele Vezzosi (Mitte), Damien Calaque (rechts), Oberwolfach Seminar Derived Geometry 2015

Tony Pantev (* 1963) ist ein US-amerikanischer Mathematiker, der sich mit algebraischer Geometrie, Differentialgeometrie, Hodge-Theorie und mathematischer Physik (Spiegelsymmetrie, geometrisches Langlands-Programm) befasst. Er ist Hochschullehrer an der University of Pennsylvania.
Pantev wurde 1994 an der University of Pennsylvania bei Ron Donagi promoviert (Comparison of Generalized Theta Functions). Als Post-Doktorand war er Moore Instructor am Massachusetts Institute of Technology. Seit 1997 lehrt und forscht er an der University of Pennsylvania, an der er Professor für Mathematik ist.
Er war unter anderem Gastwissenschaftler am Isaac Newton Institute, an der Ohio State University, am Centro de Investigación en Matemáticas in Guanajuato und am Institute for Advanced Study.
Er erzielte fundamentale Ergebnisse in der nichtabelschen Hodge-Theorie mit Ludmil Katzarkov, Bertrand Toën und Carlos Simpson, was zum Beweis der Shafarevich-Vermutung für Varietäten mit linearen Fundamentalgruppen führte (die universelle Überlagerung einer komplexen projektiven Varietät mit linearer Fundamentalgruppe ist holomorph konvex). Mit Katzarkov und Maxim Kontsevich untersuchte er nichtabelsche Hodge-Theorie mit Anwendung auf die Spiegelsymmetrie. Mit Ron Donagi bewies er die Langlands-Dualität von Hitchin-Systemen mit Anwendungen auf die Spiegelsymmetrie. Darauf aufbauend bewies er mit Dima Arinkin und J. Block die Existenz der Quantisierung von Fourier-Mukai-Transformierten auf allgemeinen analytischen Mannigfaltigkeiten. Mit B. Toen, Michel Vaquie und Gabriele Vezzosi verfolgt er die durch die Einführung der von ihnen eingeführten neuartigen Konzepte verschobener (shifted) symplektischer und Poisson-Strukturen erzielten Fortschritte in der derivierten algebraischen Geometrie.
Er ist Direktor der Simons Collaboration for Homological Mirror Symmetry, die es sich zum Ziel gemacht hat, die homologische Spiegelsymmetrie zu beweisen und anzuwenden.

## Schriften (Auswahl)
- mit Ron Donagi: Langlands duality for Hitchin systems, Arxiv 2006
- mit Ron Donagi: Torus fibrations, gerbes and duality, Memoirs AMS 2008
- mit  Maxim Kontsevich, Ludmil Katzarkov: Hodge theoretic aspects of mirror symmetry. In: Proceedings of Symposia in Pure Mathematics. 78, American Mathematical Society, 2008, S. 87–174. Arxiv
- mit L. Katzarkov, B. Toen: Schematic homotopy types and non abelian Hodge theory, Compos. Math., Band 144, 2008, S. 582–632, Arxiv
- mit Philippe Eyssidieux, L. Katzarkov, Mohan Ramachandran: Linear Shafarevich Conjecture, Arxiv 2009
- mit D. Arinkin, J. Block: *-Quantizations of Fourier-Mukai transforms, Arxiv 2011
- mit B. Toen, M. Vaquie, G. Vezzosi: Shifted Symplectic Structures, Pub. Math. IHES, Band 117, 2013, S. pages 271–328, Arxiv 2011
- mit D. Calaque, B. Toen, M. Vaquie, G. Vezzosi: Shifted Poisson Structures and Deformation Quantization , Journal of Topology, Arxiv 2015
- mit G. Vezzosi: Symplectic and Poisson derived geometry and deformation quantization, Arxiv 2016